# Bernabò Malaspina (vescovo)
Bernabò Malaspina (1274 – 5 agosto 1338) è stato un vescovo cattolico italiano, vescovo della Diocesi di Luni dal 1321 al 1338.

## Biografia
Nato nel 1274, apparteneva probabilmente al ramo dei Malaspina di Mulazzo. Votato alla vita ecclesiastica, nel 1302 divenne canonico della cattedrale di Genova e rinunciò alle pretese sui feudi paterni, diventando francescano: passando da Sarzana pochi giorni dopo la notizia della morte in esilio del vescovo Gherardino Malaspina, il capitolo della cattedrale, nonostante la pessima scelta del predecessore, puntò di nuovo su un membro della dinastia locale per tentare di recuperare, se non i feudi, almeno un po' di diritti e di pedaggi usurpati negli anni dell'esilio di Gherardino.
Bernabò però si trovò con ben pochi margini di manovra e fu costretto a confermare la scelta del suo predecessore, concedendo in locazione a Castruccio Castracani per nove anni tutti i frutti, i redditi, la dogana del sale, mulini, pascoli, castelli e terre spettanti alla diocesi, in cambio della metà delle entrate della dogana, dei pedaggi ed altre piccole entrate: Castruccio divenne verus vicecomes et defensor episcopi capituli ecclesie e tale restò fino alla morte improvvisa, nel 1328. Nel vuoto causato dall'improvvisa dipartita, i potenti vicini della diocesi si gettarono a capofitto nell'occupazione e saccheggio di terre e castelli. Bernabò Malaspina, più feudatario che pastore, scese in guerra, mostrando perizia ed intelligenza: si alleò con i Della Scala di Verona, con i Fiorentini e con Luchino Visconti riuscendo a sconfiggere e cacciare i Pisani che avevano occupato Sarzana, Massa ed Avenza, ed occupando nel gennaio 1335, con l'aiuto del cugino Spinetta Malaspina il Grande, Sarzana. L'anno successivo consacrava la chiesa di San Giovanni Battista di Fivizzano e poi si impadroniva di Massa, tenendo a bada nel frattempo il famelico capitolo della cattedrale, che non approvava come Bernabò giostrasse e spartisse le rendite per pagare e finanziare alleati ed amici.
Morì il 5 agosto 1338, venendo sepolto nella chiesa di San Francesco a Sarzana in un mausoleo opera del pisano Giovanni di Balduccio: nella sua lunga epigrafe, tralasciando le indubbie virtù guerriere, si citano solo quelle morali: Sobrius et lenis, castus, misurator egenis / Compatiens mestis et moribus aptus honestis.